# Емилија Јорданова
Емилија Јорданова (буг. Емилия Йорданова; Тројан, 5. мај 1989. је бугарска биатлонка, која је представљала Бугарску на Зимским олимпијским играма 2018. у Пјонгчангу. Чланица је клуба „Алакс – Тројан”.

## Спортска биографија
Емилија Јорданова се први пут придружила репрезентацији у сезони 2007/08, када је учествовала на Светском првенству у биатлону у где учествује на Светском првенству у Естерсунду.
На Зимској Универзијади 2011, освојила је две бронзане медаље у спринту и мешовитој штафети.
У сезони 2011/12. освојила је своје прве бодове у Светском купу 2011/12. у Ослу (38). Годину дана касније на истој стази, добила је свој најбољи појединачни резултат 19. место у потери.
На Светском првенству 2015. године, била је 33. у спринту и 29. појединачно , шро су њени најбољи пласмани на светским првенствима.
На Летњем светском првенству у биатлону 2015. освојила је сребрну медаљу са мешовитом штафетом.

## Значајнији резултати
Резултати на сајту ИБУ .

## Олимпијске игре
| Такмичење       | Појединачно | Спринт | Потера | Мас. старт | Штафета | Меш. штафета |
| --------------- | ----------- | ------ | ------ | ---------- | ------- | ------------ |
| 2018. Пјонгчанг | 82.         | 60.    | 55.    | —          | 16.     | 17.}         |

Легенда :
- — : Није учествовала у тој дисциплини

## Светско првенство
| Такмичење            | Појединачно | Спринт | Потера | Мас. старт | Штафета | Меш. штафета |
| -------------------- | ----------- | ------ | ------ | ---------- | ------- | ------------ |
| 2008. Естерсунд      | 72.         | 76.    | —      | —          | —       | —            |
| 2009. Пјонгчанг      | 95.         | 87.    | —      | —          | 19.     | —            |
| 2011. Ханти-Мансијск | 51.         | 46.    | НЗ     | —          | 12.     | —            |
| 2012. Руполдинг      | 54.         | 42.    | 46.    | —          | 17.     | 22.          |
| 2013. Нове Место     | 60.         | 80.    | —      | —          | 18.     | 15.          |
| 2015. Контиолахти    | 29.         | 33.    | 55.    | —          | 24.     | 18.          |
| 2016. Осло           | 53.         | 47.    | 38.    | —          | 20.     | 16.          |
| 2017. Хохфилцен      | 24.         | 42.    | 53.    | —          | 22.     | 17.          |

Легенда :
- — : Није учествовала у тој дисциплини

## Светски куп
- Најбољи генерални пласман на крају сезоне: 64. место 2013
- Најбољи појединачни пласман: 19. место појединачно

## Rеференце
1. ↑  International Biathlon Union. Емилија Јорданова. IBU Datacenter. Retrieved 24. 5. 2018.